# 154714 de Schepper
154714 de Schepper este un asteroid din centura principală de asteroizi.

## Descriere
154714 de Schepper este un asteroid din centura principală de asteroizi. A fost descoperit pe 6 iunie 2004 la Uccle de Peter De Cat. Asteroidul prezintă o orbită caracterizată de o semiaxă mare de 2,47 ua, o excentricitate de 0,12 și o înclinație de 8,1° în raport cu ecliptica.